# Huracán Ileana (2006)
El huracán Ileana fue el cuarto de seis huracanes mayor en la temporada de huracanes del Pacífico de 2006. Los orígenes del huracán Ileana provienen de una onda tropical que se movió frente a la costa de África el 8 de agosto. Ingresó al Pacífico nororiental el 16 de agosto y se convirtió en una depresión tropical el 21 de agosto cerca de Acapulco. La depresión se fortaleció en la tormenta tropical Ileana seis horas después de la formación. Ileana continuó fortaleciéndose, convirtiéndose en un huracán en 24 horas y en un gran huracán un día después de eso. 
Ileana alcanzó su intensidad máxima de 120 mph (195 km/h) antes de comenzar una fase de debilitamiento lento el 24 de agosto cuando encontró aguas más frías. Ileana debilitó una depresión tropical en la mañana del 27 de agosto y rápidamente degeneró en un mínimo remanente, disipándose el 29 de agosto. Cuando Ileana se dirigía hacia el norte a lo largo de la costa mexicana, se registraron lluvias leves a lo largo de la costa.  También hubo informes de vientos huracanados en la isla Socorro. Se informó de una muerte cuando un hombre se ahogó en fuertes olas cerca de Cabo San Lucas.

## Historia meteorología
Una onda tropical se movió de la costa de África el 8 de agosto, que posteriormente siguió hacia el oeste a través del Océano Atlántico con mínima convección. La onda cruzó hacia el Océano Pacífico oriental el 16 de agosto, cuando la convección aumentó a lo largo del eje de la onda. Tres días después, se formó una zona de baja presión muy débil a lo largo de la onda,  y a principios del 20 de agosto se evidenció un amplio giro ciclónico dentro de las nubes. Gradualmente, las características de anillado se desarrollaron alrededor del área de convección profunda, y se esperaba que el sistema se desarrollara más a medida que avanzara en un entorno cada vez más favorable. La convección aumentó tarde el 20 de agosto, aunque inicialmente se mantuvo desorganizada; sin embargo, las tormentas se consolidaron cerca de la baja, y se estima que el sistema se convirtió en una depresión tropical a las 12:00 UTC del 21 de agosto, a unos 350 mi (560 km) al sursuroeste de Acapulco, México. 
Una cresta de nivel medio sobre México hizo que el ciclón siguiera constantemente hacia el noroeste. Con temperaturas de agua templada y baja cizalladura del viento vertical. La depresión se intensificó rápidamente como la tormenta tropical y nombró Ileana. La convección se desarrolló y organizó en una nubosidad central densa, y con abundante humedad de bajo nivel, se esperaba una rápida profundización. Se formó un ojo en el centro de la convección e Ileana alcanzó el estado de huracán el 22 de agosto. El 23 de agosto, unas 48 horas después de la formación, Ileana alcanzó un estado de huracánmayor y una intensidad máxima de 120 mph (195 km/h) a unos 60 millas (100 km) al sureste de la Isla Socorro. También alcanzó una presión atmosférica de 955 mbar (hPa; 28.20 inHg), así como un diámetro de ojo de 23 millas (37 km).
Inicialmente, se pronostica que Ileana se intensificará aún más para alcanzar la categoría 4 en la escala de huracanes de Saffir-Simpson. Después de pasar al sur de la Isla Socorro, el huracán comenzó una tendencia de debilitamiento lento debido a las aguas más frías; a medida que los vientos disminuyeron, el ojo se expandió y las tormentas se desvanecieron. La cresta hacia el norte se debilitó, lo que provocó que la tormenta disminuyera y girara más hacia el oeste-noroeste. Temprano el 26 de agosto, Ileana se debilitó al estado de tormenta tropical. Más tarde ese día, la convección disminuyó marcadamente y, a principios del 27 de agosto, se deterioró a un estado de depresión tropical. A última hora del 27 de agosto, Ileana había estado sin convección profunda durante aproximadamente 18 horas, y así degradó en una amplia baja remanente. Continuó lentamente hacia el oeste, disipándose el 29 de agosto a unos 830 millas (1,340 km) al oeste-noroeste de Cabo San Lucas.

## Preparativos e impactos

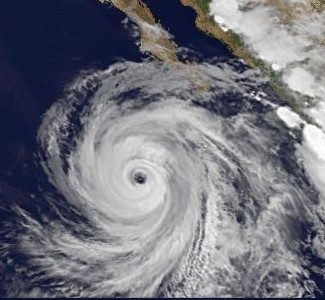
Huracán Ileana poco después de la intensidad máxima el 24 de agosto

El huracán Ileana nunca tuvo un impacto significativo sobre la tierra, ni avisos de ciclones tropicales ni vigilancia de la tormenta. Mientras estaba cerca de la intensidad máxima, pasó 60 millas (100 km) al sur de la deshabitada Isla Socorro; una estación en la isla registró vientos sostenidos de 59 mph (95 km/h), con ráfagas a 77 mph (125 km/h). 
El huracán causó fuertes lluvias a lo largo de la costa mexicana, causando inundaciones en Nayarit, Jalisco, Colima, Michoacán y Baja California Sur. Las olas altas de Ileana llegaron a la costa, matando a un surfista cerca de Cabo San Lucas a pesar de las advertencias de prohibir a nadar en el océano.